# FIRA Nations Cup 1965-66
La FIRA Nations Cup de la temporada 1965-66  fue la 1° edición con esta denominación y la 6° temporada del segundo torneo en importancia de rugby en Europa, luego del Torneo de las Seis Naciones.
En esta edición se disputó por primera vez la segunda categoría del torneo.

## FIRA Nations Cup
| Lugar | Selección      | Partidos | Partidos | Partidos  | Partidos | Puntos  | Puntos    | Puntos | Tabla de puntos |
| Lugar | Selección      | Jugados  | Ganados  | Empatados | Perdidos | A favor | En contra | dif.   | Tabla de puntos |
| ----- | -------------- | -------- | -------- | --------- | -------- | ------- | --------- | ------ | --------------- |
| 1     | Francia        | 4        | 4        | 0         | 0        | 73      | 21        | + 52   | 8               |
| 2     | Italia         | 4        | 2        | 1         | 1        | 17      | 24        | - 7    | 5               |
| 3     | Rumania        | 4        | 1        | 1         | 2        | 21      | 28        | - 7    | 3               |
| 4     | RFA            | 4        | 1        | 1         | 2        | 42      | 26        | + 16   | 3               |
| 5     | Checoslovaquia | 4        | 0        | 1         | 3        | 27      | 81        | - 54   | 1               |

| Bandera de Francia |
| Campeón Francia    |
| Sexto título       |

## Segunda División

### Semifinales
| 27 de marzo de 1966 | España | 3 - 9 | Portugal |  |  |

| 27 de marzo de 1966 | Bélgica | 9 - 3 | Países Bajos |  |  |

### Final
| 24 de abril de 1966 | Bélgica | 3 - 3 | Portugal |  |  |

| Bandera de Portugal |
| Campeón Portugal    |
| Primer título       |